# Los Ríos (provins)
Los Ríos är en provins i västra Ecuador. Den administrativa huvudorten är Babahoyo. Befolkningen beräknas till 650 178 invånare på en yta av 7 100 kvadratkilometer.

## Administrativ indelning
Provinsen är indelad i 13 kantoner:
- Baba
- Babahoyo
- Buena Fé
- Mocache
- Montalvo
- Palenque
- Pueblo Viejo
- Quevedo
- Quinsaloma
- Urdaneta
- Valencia
- Ventanas
- Vinces